# Microcoleus (Cyanobakterien)
Microcoleus ist eine Gattung filamentöser (fadenförmige Kolonien bildender) Cyanobakterien in der Familie Microcoleaceae.
Die Typusart ist Microcoleus vaginatus Gomont ex Gomont 1892
Diese Cyanobakterien-Gattung ist zu unterscheiden von der gleichnamigen
Gattung Microcoleus Hong 1982 von Käfern aus der Familie der Schnellkäfer (Elateridae), mit der Typusart Microcoleus brunneus Hong, 1982.

## Beschreibung

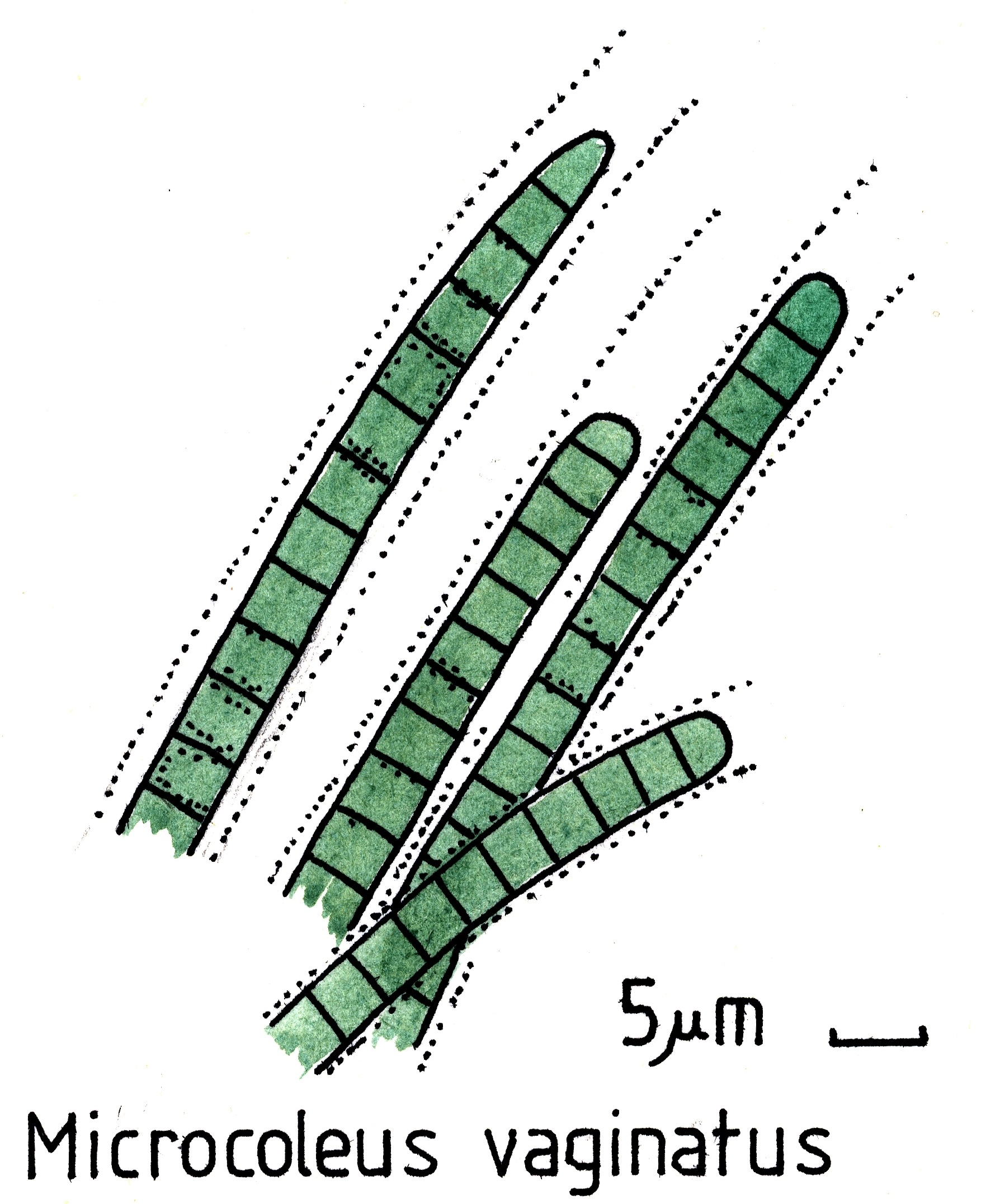
Typusart

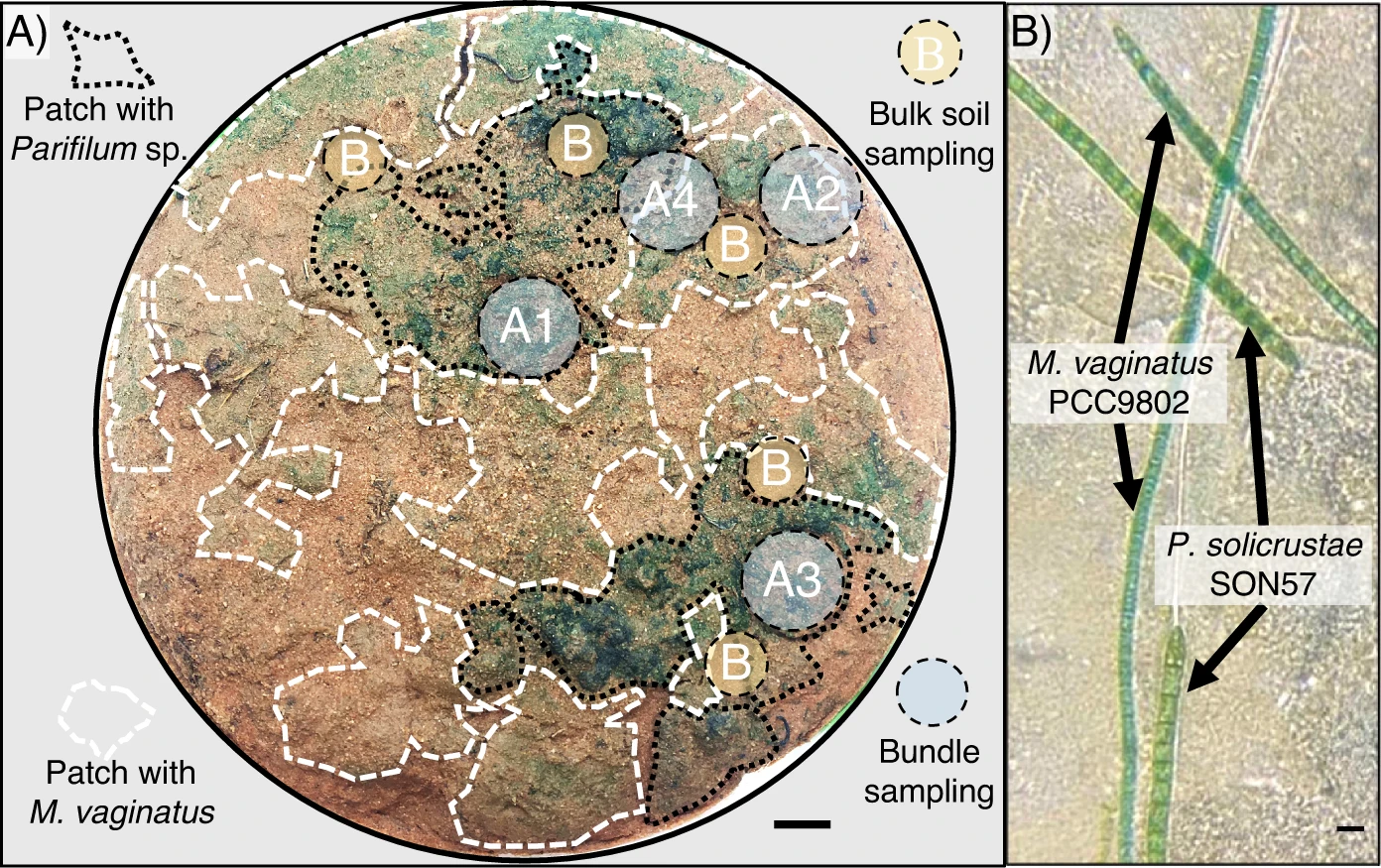
Fleckenmuster der Cyanobakterienpopulationen in einer Biokruste. A: Microcoleus vaginatus (weiß gestrichelter Rand) und Parifilum sp. (Coleofasciculaceae, schwarz gestrichelter Rand), erkennbar durch unterschiedliche Färbung. Balken 1 cm. B: Die LM-Aufnahme zeigt die Unterschiede in Farbe und Morphologie der Trichome von M. vaginatus PCC9802 und P. solicrustae SON57. Balken 10 µm.

Die Cyanobakterien der Gattung Microcoleus bilden filamentöse (fadenförmige) Kolonien ohne Heterozysten. Die Filamente (Trichome) sind von einer extrazellulären schleimigen Hülle umgeben.
Die verschiedenen Arten der Gattung besiedeln eine Vielzahl von Lebensräumen: Die Typusart M. vaginatus leben auf regelmäßig durchnässten Böden, M. steenstrupii in Thermalquellen und M. lacustris in Seen.
Es gibt Arten, die an das Leben in den oberen Schichten (bis zu 4 mm) von Sandsteinen der Wüstenregionen der Vereinigten Staaten angepasst sind.
Kolonien von Microcoleus-Arten kommen weltweit auch in  Süß- und Brackwasser-Gewässern vor, einige Arten leben sogar in Gewässern mit erhöhtem Salzgehalt.
Die häufig im Boden vorkommenden Microcoleus-Arten tragen dort wesentlich zur Kohäsion der biologischen Bodenkruste (BSC) bei.
Die Microcoleus-Fäden sind im feuchten Boden beweglich, sie werden ständig erneuert und bilden stabile Bodenaggregate.
Andere häufige Cyanobakterien in der BSC sind Nostoc, Scytonema, Calothrix und Gloeocapsa.
Microcoleus-Arten können mit verschiedenen Mechanismen für den Stickstoff- und Phosphorerwerb ausgestattet sein, so dass sie sich in phosphorarmen Gewässern vermehren und andere Mikroorganismen übertreffen oder verdrängen können.

## Etymologie
Der Gattungsname Microcoleus leitet sich ab von  μικρός mikrós, deutsch ‚klein‘, ‚eng‘ und κολεός koleos, deutsch ‚Scheide‘, ‚Hülle‘, was sich auf die schleimige Hülle der Trichome bezieht.

## Artenliste

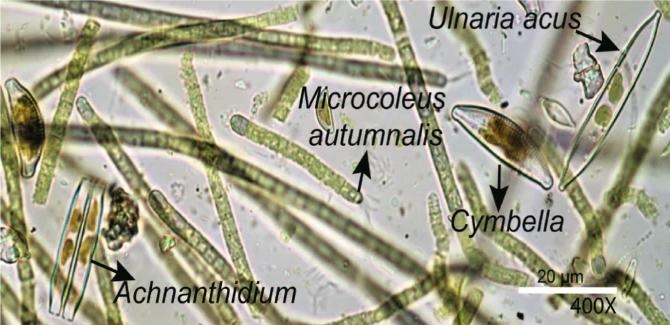
Microcoleus autumnalis in einer mikrobiellen Matte mit phototrophen Protisten (Kieselalgen: Ulnaria acus, Cymbella sp., Achnanthidium sp.)

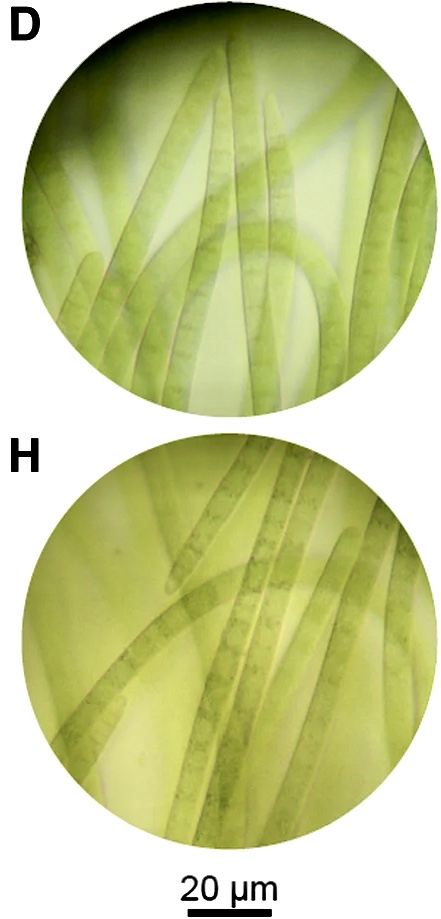
Einzelne Trichome vom M. vaginatus aus der Biokruste von der Chihuahua-Wüste (D) und dem Great Basin (H).

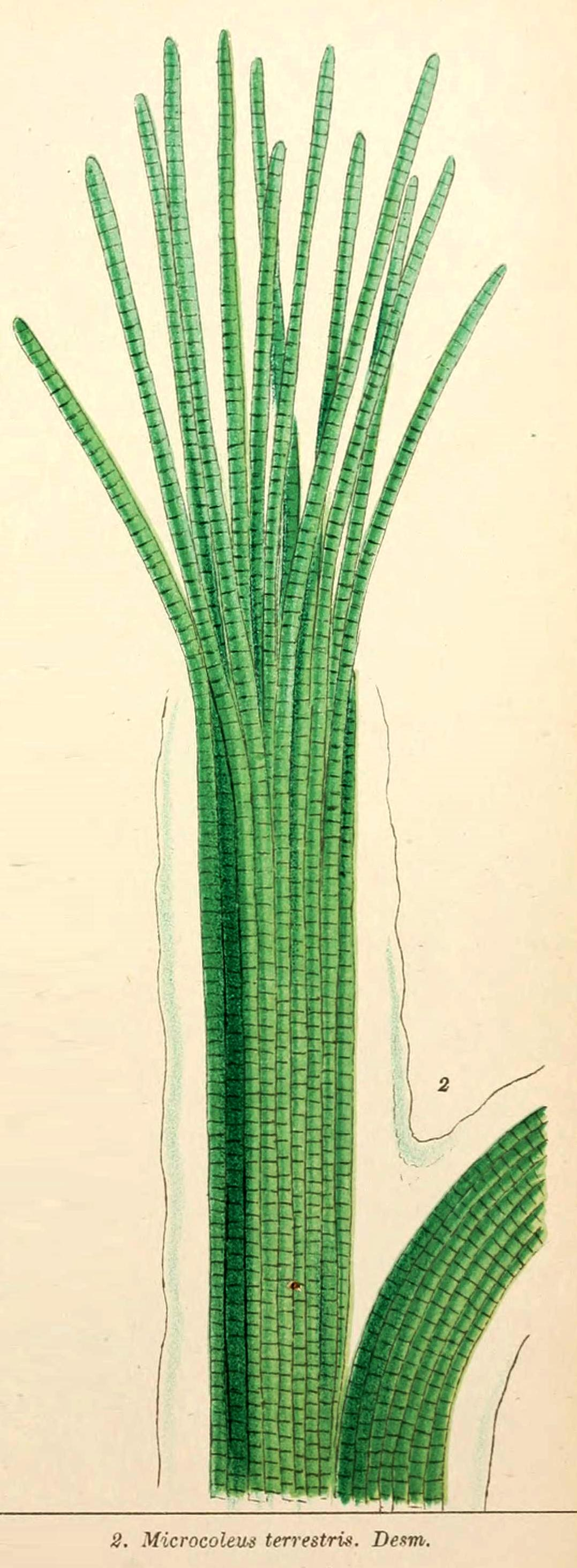
Microcoleus terrestris, Illustration um 1883

Artenliste nach der List of Prokaryotic names with Standing in Nomenclature (LPSN) mit Stand 19. Oktober 2023:
Gattung Microcoleus Desmazières ex Gomont 1892. Spezies:
- Microcoleus acremaniae Casamatta & Johansen 2005(N)
- Microcoleus amoenus (Gomont 1892) Strunecký et al. 2013
- Microcoleus amplus Gardner 1927
- Microcoleus anatoxicus Stancheva & Conklin 2020(N)
- Microcoleus antarcticus Casamatta & Johansen 2005(N)
- Microcoleus asticus Churro et al. 2020(N)
- Microcoleus attenuatus (Fritsch 1912) Strunecký et al. 2013
- Microcoleus autumnalis (Gomont 1892) Strunecký et al. 2013(N)[11]
- Microcoleus beggiatoiformis (Gomont 1892) Strunecký et al. 2013
- Microcoleus calidus (Gomont 1892) Strunecký et al. 2013
- Microcoleus caucasicus (Elenkin & Kossinskaja 1949) Strunecký et al. 2013
- Microcoleus crustaceus (Woronichin 1932) Strunecký et al. 2013
- Microcoleus erectiusculus Starmach 1961
- Microcoleus favosus (Gomont 1892) Strunecký et al. 2013
- Microcoleus fonticola (Kützing ex Gomont 1892) Strunecký et al. 2013
- Microcoleus glaciei Johansen & Casamatta 2005(N)

- Microcoleus hiemalis (Jaag 1938) Strunecký et al. 2013
- „Microcoleus lyngbyaceus“ (Kützing 1849) Crouan & Crouan 1867
- Microcoleus paludosus Gomont 1892(N)
- Microcoleus rushforthii Johansen & Casamatta 2005(N)
- „Microcoleus salinus“ (Kützing 1843) Montagne 1851
- Microcoleus setchellianus (Gomont 1892) Strunecký et al. 2013
- Microcoleus steenstrupii Petersen 1923(N)
- Microcoleus subsalsus (Gomont 1899) Strunecký et al. 2013
- Microcoleus subtorulosus Gomont ex Gomont 1892(N)
- Microcoleus terrestris Desmazieres ex Engler 1892
- Microcoleus vaginatus Gomont ex Gomont 1892(N) Typusart
- Microcoleus vulgaris Strunecký et al. 2013
- Microcoleus wallrothii Strunecký et al. 2013

(N) – auch gelistet in der Taxonomie des National Center for Biotechnology Information (NCBI)

### Verschiebungen
Synonyme sind nach der LPSN aufgrund von Verschiebung …
- zur Gattung Blennothrix:
  - Microcoleus confluens Setchell & Gardner 1918 ⇒ Blennothrix confluens

- zur Gattung Coleofasciculus:
  - Microcoleus chthonoplastes Thuret ex Gomont 1892 ⇒ Coleofasciculus chthonoplastes

- zur Gattung Funiculus:
  - Microcoleus sociatus West & West 1897 ⇒ Funiculus sociatus

- zur Gattung Phormidium:
  - „Microcoleus nigroviridis“ (Thwaites ex Gomont 1892) Walter et al. 2017not validly published ⇒ Phormidium nigroviride

- zur Gattung Symplocastrum:
  - Microcoleus aurantiacus Hansgirg ex Hansgirg 1892 ⇒ Symplocastrum aurantiacum

- zur Gattung Trichocoleus:
  - Microcoleus acutissimus Gardner 1927 ⇒ Trichocoleus acutissimus
  - Microcoleus cavanillesii González Guerrero 1946 ⇒ Trichocoleus cavanillesii
  - Microcoleus delicatulus West & West 1896 ⇒ Trichocoleus delicatulus
  - Microcoleus hospita Hansgirg ex Forti 1907 ⇒ Trichocoleus hospita
  - Microcoleus minimus Frémy 1930 ⇒ Trichocoleus minimus
  - Microcoleus tenerrimus Gomont 1892 ⇒ Trichocoleus tenerrimus
  - Microcoleus thermalis Vouk 1916 ⇒ Trichocoleus thermalis
  - Microcoleus voukii Frémy 1932 ⇒ Trichocoleus voukii
  - Microcoleus wuitneri Frémy 1932 ⇒ Trichocoleus wuitneri

### Unsicher Mitglieder
Nicht in der LPSN gelistet sind folgende Arten incertae sedis:
- Microcoleus pseudautumnalis Niiyama & Tuji 2019(N)
- Microcoleus gracilis Hassall, nom. inval. 1845[13]

## Anwendung
An Land sind Ölverschmutzungen in der Regel lokal begrenzt und die Auswirkungen sind auf ein bestimmtes Gebiet beschränkt.
Ölverschmutzungen im Meer können aber zu sehr ernsten ökologischen Risiken und langfristigen Umweltstörungen (ökologisches Gleichgewicht) führen.
Interessanterweise ist die Fähigkeit zur Oxidation von Erdölkohlenwasserstoffen außer unter Pilzen und (eukaryotischen) Algen, als auch unter Bakterien – und hier neben anderen gerade auch bei Cyanobakterien weit verbreitet.
Beispielsweise sind neben den Algenarten der Gattungen Chlorella, Dunaliella, Chlamydomonas, Amphora, Porphyridium, Petalonia, Cylindrotheca und Ulva auch Cyanobakterien-Arten der Gattungen Oscillatoria, Anabaena, Merismopedia (früher Agmenellum), Aphanothece (früher Coccochloris), Nostoc, Aphanocapsa und eben Microcoleus in der Lage, Naphthalin zu oxidieren. Ein Einsatz dieser Mikroorganismen könnte eine ökologisch bessere Möglichkeit im Vergleich zu Chemikalie sein.